# Axomis
Axomis (łac. Diœcesis Axomitanus) – stolica historycznej archidiecezji katolickiej, współcześnie w Etiopii. W dokumentach kościelnych jest wzmiankowanych kilku arcybiskupów, jednak jedynym datowanym biskupem był ariański hierarcha Teofil (ok. 356). Od XIX wieku katolickie biskupstwo tytularne, początkowo w randze archidiecezji, a od 1925 diecezji. Od 1967 nie posiada biskupa.

## Biskupi tytularni
| Lp. | Biskup                    | Od                   | Do                   |
| --- | ------------------------- | -------------------- | -------------------- |
| 1   | George Thomas Montgomery  | 17 września 1902     | 10 stycznia 1907     |
| 2   | Bartolomeo Mirra          | 15 kwietnia 1907     | 31 sierpnia 1908     |
| 3   | Joaquim Silvério de Souza | 29 stycznia 1909     | 25 stycznia 1910     |
| 4   | Antonio Maria Bonito      | 5 sierpnia 1910      | 14 września 1916     |
| 5   | Wolfgang Radnai           | 16 grudnia 1920      | 14 października 1935 |
| 6   | Joseph Julliot            | 13 stycznia 1936     | 29 września 1939     |
| 7   | Pietro Ossola             | 21 sierpnia 1940     | 1 września 1946      |
| 8   | Giovanni Urbani           | 26 października 1946 | 27 listopada 1948    |
| 9   | Charles Helmsing          | 17 marca 1949        | 24 sierpnia 1956     |
| 10  | Joseph Brunini            | 28 września 1956     | 2 grudnia 1967       |